# Boeing X-37

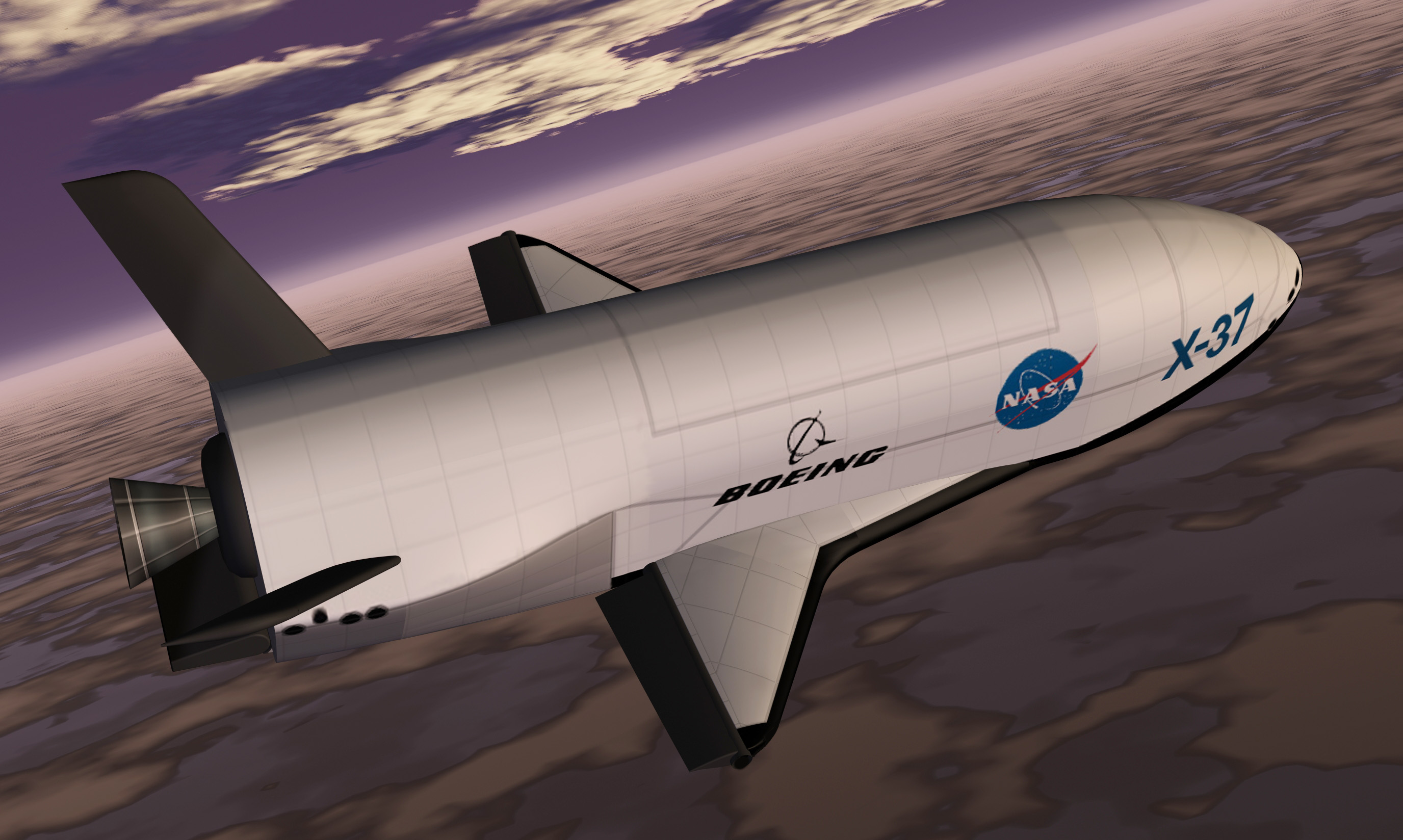
Imagen artística realizada en 1999.

El vehículo espacial reutilizable  Boeing X-37, también llamado Orbital Test Vehicle (OTV), es un avión espacial no tripulado de la empresa estadounidense Boeing diseñado para probar tecnologías de vuelo espacial durante su estancia en órbita y reingreso a la atmósfera. Es una nave espacial reutilizable no tripulada, escalada un 120% respecto del X-40A. 
Este proyecto se inició en 1999 por parte de la Administración Nacional de Aeronáutica y el Espacio de los Estados Unidos, para ser posteriormente transferido al Departamento de Defensa estadounidense en 2004. El X-37 realizó su primer vuelo con una descenso libre el 7 de abril de 2006 en la Base de la Fuerza Aérea Edwards. La nave fue lanzada el 21 de abril de 2010 en una misión de la Fuerza Aérea de los Estados Unidos y retornó a tierra el 3 de diciembre del mismo año.
En marzo de 2011, despegó para su segundo viaje al espacio, de 15 meses de duración.
En octubre de 2014 fue anunciado su regreso, tras 674 días en órbita alrededor de la Tierra, de su tercer viaje al espacio.
La cuarta misión del X-37, USA-261, fue lanzada el 20 de mayo de 2015 y finalizó el 7 de mayo de 2017.  En 

## Diseño y desarrollo
En 1999, la NASA seleccionó a Boeing Integrated Defense Systems para diseñar y desarrollar el vehículo, el cual fue construido por la delegación de California, Boeing Phantom Works.
Durante un período de cuatro años varias instituciones se han involucrado en el proyecto, como la NASA, que ha contribuido con 109 millones de dólares, las Fuerza Aérea de los Estados Unidos con 16 millones, y Boeing con 67 millones. Será esta última la que conseguirá un nuevo contrato de 301 millones de dólares para colaborar en el proyecto "Iniciativa de Lanzamiento Espacial" de la NASA a finales de 2002.
El X-37 fue transferido de la NASA a la agencia DARPA el 13 de septiembre de 2004. El programa se convirtió así en un proyecto clasificado y se desconoce el motivo por el cual DARPA mantuvo este estatus para el proyecto. Se piensa que el programa de vuelos espaciales de la NASA podría estar centrado en crear un vehículo de exploración espacial, mientras que DARPA quería promocionar el X-37 como una aeronave destinada al servicio del Departamento de Defensa, motivada a raíz del desastre del Challenger. 
Este vehículo es, potencialmente, la primera aeronave espacial y militar de los Estados Unidos, después de la cancelación del X-20 Dyna-Soar en 1963. Se espera que pueda operar en un rango de velocidades de mach 25 en la reentrada. Entre las tecnologías que se han puesto a prueba en el X-37, se han mejorado los sistemas de protección térmica, la aviónica, el sistema de guía autónomo, y la estructura mecánica avanzada. El motor a bordo es el AR-2/3 del fabricante Pratt & Whitney Rocketdyne, cuyo combustible es peróxido de hidrógeno y JP-8.
El X-37 fue construido originalmente para ser transportado a órbita en el compartimento de carga del transbordador espacial, pero se rediseñó para lanzarse sobre un Delta IV o cohetes similares, después de que se determinó que un vuelo en lanzadera no sería rentable.
El diseño de la aerodinámica se derivó de la lanzadera espacial, por lo que el X-37 tiene un índice de sustentación-resistencia similar, y unos coeficiente de planeo a grandes altitudes y número de Mach menores que el Hypersonic Technology Vehicle.

El vehículo que se utilizó en una prueba atmosférica de planeo en caída libre no tenía sistema de propulsión. En vez de las puertas de la bahía de carga de un vehículo operacional, tenía un refuerzo de la estructura del fuselaje superior para permitirle ser sujetado por una nave nodriza. La mayor parte de las teselas de protección termales eran imitaciones, hechas de espuma barata en vez de cerámica; una pequeña parte de las teselas del X-37 eran baldosas reales de un escudo térmico, y las mantas del sistema de protección térmico fueron usadas en áreas donde el calentamiento no habría sido bastante severo como para requerir baldosas.

### Prueba en caída
El 2 de septiembre de 2004, se informa que para su prueba inicial en caída libre atmosférica, el X-37 sería lanzado desde un White Knight de Scaled Composites, un avión de pruebas de gran altitud más conocido por el lanzamiento del SpaceShipOne de Scaled.
El 21 de junio de 2005, el X-37 completó un vuelo cautivo debajo de un White Knight en el puerto espacial de Mojave, Mojave, California. En la segunda mitad del 2005, el X-37 sufrió mejoras estructurales, incluido el reforzamiento de los soportes del tren de aterrizaje delantero. Una vez realizada la prueba cautiva, se esperaba el test en caída para mediados de febrero de 2006.
El 10 de marzo de 2006, se programó para la presentación en público del primer vuelo libre del X-37, sería transmitido en directo por la televisión de la NASA. Pero una tormenta ártica cubrió el área, dejando caer la nieve sobre el Desierto de Mojave. El X-37 permaneció en el Hangar 77 del aeropuerto. La siguiente tentativa para volar, el 15 de marzo del mismo año, fue cancelada debido a los fuertes vientos. El 24 de marzo de 2006, el X-37 voló, pero un fallo en el enlace de las comunicaciones impidió el vuelo libre y el vehículo fue devuelto a tierra todavía acoplado a su portador, el White Knight.
El 7 de abril de 2006, el X-37 realizó su primer vuelo libre. Durante el aterrizaje, sin embargo, una anomalía causó que el vehículo se saliese de pista y sufriese daños menores. Después de una prolongada parada para reparaciones, el programa se trasladó desde Mojave a la Plant 42 de la Fuerza Aérea de los Estados Unidos en Palmdale (California) para los siguientes vuelos de prueba. El White Knight siguió con base en Mojave, pero se trasladaría a la Plant 42 cuando se programaban vuelos de prueba. Cinco vuelos adicionales fueron realizados, al menos uno de los cuales fue un vuelo libre con aterrizaje satisfactorio.

### X-37B Orbital Test Vehicle
EL 17 de noviembre de 2006 la Fuerza Aérea de los Estados Unidos anunció que desarrollaría el X-37B a partir del X-37A de la NASA. La versión de la Fuerza Aérea se designó como X-37B Orbital Test Vehicle (OTV) (Vehículo Orbital de Pruebas). El programa OTV aúna a la industria y a la inversión del gobierno por parte de DARPA, NASA y la Fuerza Aérea. El proyecto X-37B será liderado por la Air Force Rapid Capabilities Office e incluye la asociación con la NASA y el Laboratorio de Investigación de la Fuerza Aérea (Air Force Research Laboratory). Boeing es el principal contratista para el programa OTV. El X-37B puede permanecer en órbita hasta 270 días seguidos.
El Secretario de la Fuerza Aérea declaró que el programa OTV se enfocaría en "la reducción del riesgo, la experimentación, y el desarrollo del concepto operacional para tecnologías de vehículos espaciales reutilizables, en apoyo de objetivos de desarrollos espaciales a largo plazo".
El lanzamiento del X-37B iba a ser realizado en la bodega de carga del transbordador espacial, pero después del accidente del Columbia, se transfirió a un cohete Delta II 7920. Posteriormente fue trasladado a una configuración carenada del cohete Atlas V ante las dudas sobre la aerodinámica de la nave espacial durante el lanzamiento con la nave descubierta.

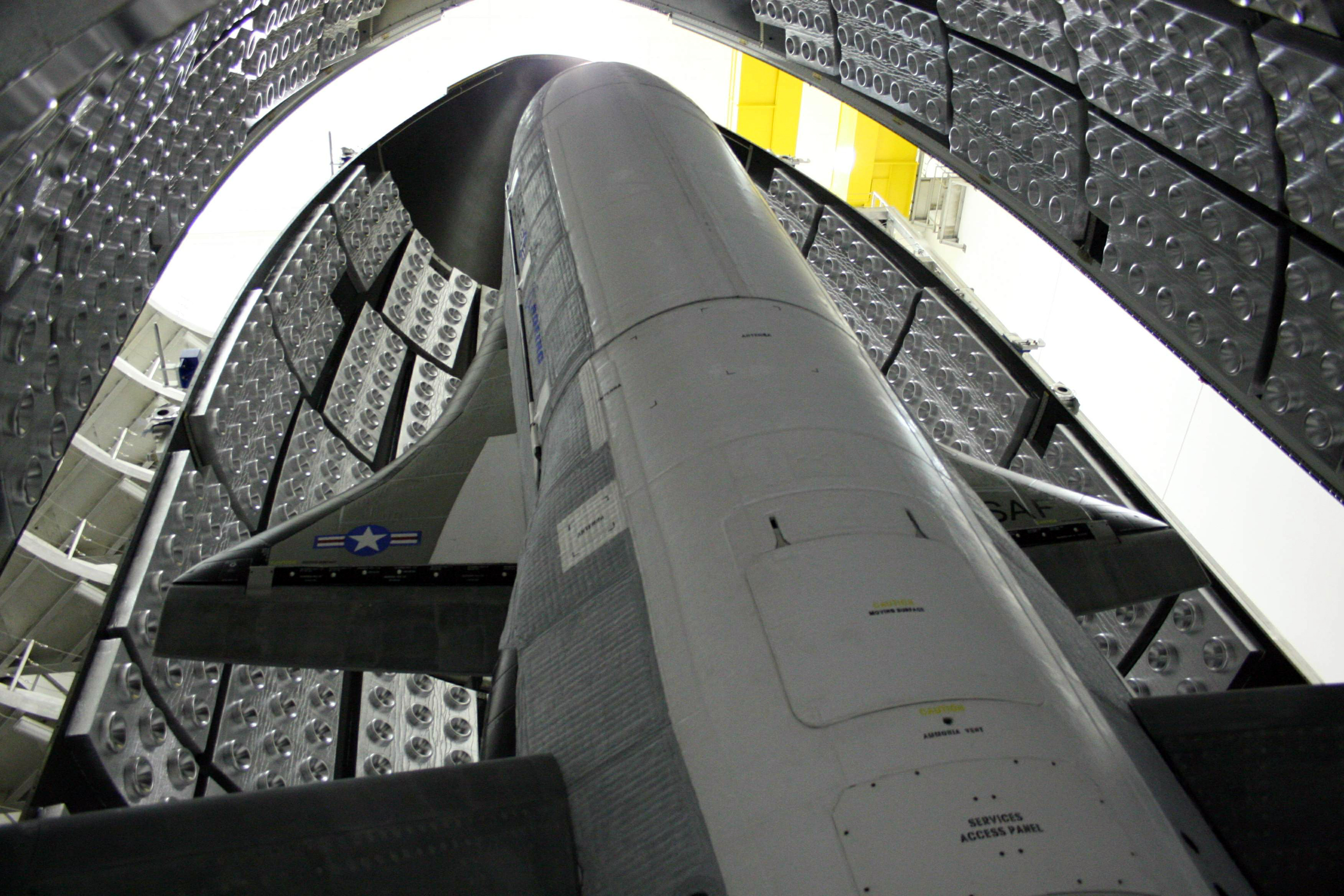
El X-37B OTV en la celda de encapsulación. Titusville, Florida. Abril de 2010.

El primer vuelo orbital del X-37B, llamado X-37B OTV-1, fue lanzado sobre un cohete Atlas V desde la estación de Cabo Cañaveral de la Fuerza Aérea, Florida, el 22 de abril de 2010 a las 23:58 GMT. La nave se situó en una órbita terrestre baja para realizar diversas pruebas.
Tras una misión de 220 días en el espacio, la nave espacial X-37B aterrizó el 3 de diciembre de 2010 en la base Vandenberg de la Fuerza Aérea.
Un segundo X-37B realizó otra misión de prueba que empezó en la Estación de la Fuerza Espacial de Cabo Cañaveral, en Florida, el 5 de marzo de 2011, y terminó el 16 de junio de 2012 en la base Vandenberg de la Fuerza Aérea después de 469 días de vuelo.
Fuentes chinas han avisado de que el vuelo del X-37B puede desencadenar una carrera armamentística espacial.
El sábado 12 de noviembre de 2022 el vehículo de prueba orbital X-37 (OTV-6) aterrizó en el Centro Espacial Kennedy de Cabo Cañaveral tras haber permanecido 908 días en el espacio, superando su récord anterior de 780 días. En esta ocasión la nave utilizó por primera vez un módulo de servicio adjunto que portaba diferentes experimentos y el pequeño satélite militar FalconSat-8 que uso en órbita.

## Variantes
X-37A
El X-37A fue la versión inicial de la NASA de la nave espacial; el X-37A Approach and Landing Test Vehicle (ALTV) fue usado en pruebas de lanzamiento de planeo en 2005 y 2006.
X-37B
El X-37B es una versión modificada del X-37A de la NASA, destinado a la Fuerza Aérea de los Estados Unidos. Desarrolló múltiples misiones de pruebas orbitales.
X-37C
En 2011, Boeing anunció planes para realizar una variante sobreescalada del X-37B, refiriéndola como X-37C. La nave espacial X-37C tendría entre un 165 y un 180% del tamaño del X-37B, permitiéndole transportar hasta seis astronautas dentro de un compartimento presurizado alojado en la bodega de carga. Su vehículo de lanzamiento propuesto es el Atlas V Evolved Expendable Launch Vehicle. En esta tarea, el X-37C podría competir potencialmente con la cápsula espacial comercial CST-100 de Boeing.

## Historia operacional

### OTV-1

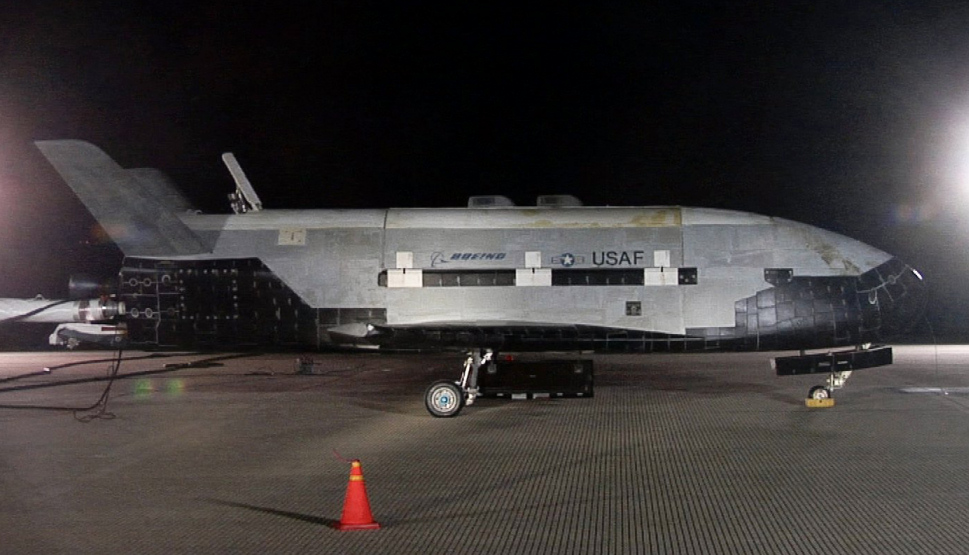
OTV-1 colocado en la pista en la Vandenberg AFB después de aterrizar, 3 de diciembre de 2010.

OTV-1, el primer X-37B, lanzado en su primera misión, la USA-212 en un cohete Atlas V desde la Estación de la Fuerza Aérea de Cabo Cañaveral, Florida, el 22 de abril de 2010 a las 23:58 GMT. La nave espacial fue colocada en órbita baja terrestre para pruebas. Mientras la Fuerza Aérea revelaba muy pocos detalles de la misión, astrónomos aficionados captaron la nave en órbita y compartieron en línea sus hallazgos. Una red global de astrónomos informó que la nave, el 2 de mayo, tenía una inclinación de 39,99 grados, circunvalando la tierra cada 90 minutos en una órbita de 422 km.

## Controversia
En abril de 2010, el periódico China Daily escribió acerca del programa X-37B, expresando su preocupación por la carrera de armamentos en el espacio. La Agencia de noticias Xinhua tomó un tono más moderado en el cuestionamiento de si el programa secreto podría conducir a las armas en el espacio. Tom Burghardt escribió para Spacedaily.com que el X-37B se podría utilizar como un satélite espía o para disparar armas desde el espacio. El Pentágono, ha negado las acusaciones de que la misión del X-37B sea compatible con el desarrollo de armas espaciales. Un grupo de observadores del cielo aficionados con miembros en todo el mundo dice que la misión de la nave espacial es para apoyar la vigilancia basada en el espacio y la tecnología de reconocimiento. Informaron del seguimiento del X-37B de Corea del Norte, Afganistán y otros lugares conflictivos. Según los observadores del cielo, la nave espacial pasa sobre el mismo punto dado en la Tierra cada cuatro días, y opera a una altura de 410382 m, lo que sería típico de un satélite de reconocimiento militar.
En diciembre de 2010 concluyó otra de las misiones secretas del vehículo espacial. La Fuerza Aérea de Estados Unidos se ha esforzado por mantener en secreto los objetivos de la misión del aparato, que muchos han relacionado con el espionaje, pero no pudo guardar a buen recaudo las coordenadas de su posición. El avión no tripulado fue descubierto en el cielo en varias ocasiones por astrónomos aficionados.

### Probable función
No se conoce su función real, pero se cree es una nave espía de monitoreo de la estación espacial china Tiangong 1

"La vigilancia  (espacial) es un nuevo juego posible gracias a un grupo de sensores muy finos, los que creemos que el X-37B puede utilizar para mantener una estrecha vigilancia sobre la estación espacial naciente de China"
Dr. David Baker, el editor de la revista Vuelo Espacial de la Sociedad Interplanetaria Británica en entrevista a la BBC en enero. 

## Actualidad
El 16 de junio de 2012 terminó una misión secreta de 16 meses en el espacio. El avión espacial en miniatura aterrizó en la Base Vandenberg de la Fuerza Aérea en California, 130 km al noroeste de Los Ángeles. Fue el segundo vehículo de Estados Unidos en hacer un aterrizaje autónomo desde el espacio. El avión espacial, también conocido como Vehículo de Prueba Orbital-2, u OTV-2, encendió su motor y se desplazó fuera de su órbita, y luego atravesó la atmósfera y se deslizó por la pista (al igual que lo haría un avión ordinario). Boeing [NYSE: BA] anunció el 16 de junio de 2012 el éxito de la órbita y aterrizaje del segundo X-37B Orbital Test Vehicle (OTV) para la Oficina de capacidades rápidas de la Fuerza Aérea de Estados Unidos

 "Con el retiro de la flota de transbordadores espaciales, el programa X-37B OTV trae una capacidad singular para el desarrollo de la tecnología espacial", 
Teniente coronel Tom McIntyre, director del programa X-37B. 

El 11 de diciembre de 2012 se lanzó con éxito desde un cohete Atlas V el tercer X-37B Orbital Test Vehicle (OTV-3), designado como USA-240 al tratarse de una misión clasificada. Su órbita ha podido ser calculada de manera aproximada gracias a aficionados a la observación de satélites desde tierra durante su lanzamiento. Afirman que tras el lanzamiento, el OTV-3 orbita con una altura de entre 345 km y 363 km, y una inclinación de 43,497º. Se desconoce su carga, la duración de la misión o su órbita real.

## Especificaciones
Los motores principales AR2-3 originales se alimentaban con JP-8 (un tipo de queroseno militar) y peróxido de hidrógeno; posteriormente pasó a utilizar Tetróxido de dinitrógeno/hidrazina. Los motores de maniobra están alimentados con peróxido de hidrógeno. Dispone de una bodega de carga para alojar experimentos.

### X-37B
Referencia datos: USAF, Boeing, Physorg.com y Airspacemag.com.

### Características generales
- Tripulación: No tripulado
- Longitud: 8,9 m
- Envergadura: 4,5 m
- Altura: 2,9 m
- Peso cargado: 4990 kg
- Planta motriz: 1× Cohete Rocketdyne AR2-3.
  - Empuje normal: 29341 kN de empuje.Alimentación eléctrica: células fotoeléctricas de arseniuro de galio con baterías de ion de litio.

### Rendimiento
- Alcance: km
- Radio de acción: km
- Alcance en combate: km
- Alcance en ferry: km
- Velocidad orbital: 17500 mph, 28200 km/h
- Órbita: órbita terrestre baja
- Tiempo en órbita: hasta 270 días.[39]

### Desarrollos relacionados
- Boeing X-40

### Naves similares
- Transbordador Burán
- Orbital Sciences X-34
- Avatar, diseño indio de despegue horizontal
- Dream Chaser, nave espacial tripuldad desarrollada por Sierra Nevada Corporation
- Shenlong, diseño chino, probado por primera vez en 2011 (vuelo suborbital)
- Skylon, nave espacial británica reutilizable en desarrollo.

### Secuencias de designación
- Secuencia X-_ (Aviones eXperimentales estadounidenses, 1948-presente): ← X-34 - X-35 - X-36 - X-37 - X-38 - X-39 - X-40 →

### Listas relacionadas
- Anexo:Aeronaves de la Fuerza Aérea de los Estados Unidos (históricas y actuales)